# Chaetofoveolocoris hirsutus
Chaetofoveolocoris hirsutus är en insektsart som först beskrevs av Knight 1968.  Chaetofoveolocoris hirsutus ingår i släktet Chaetofoveolocoris och familjen ängsskinnbaggar. Inga underarter finns listade i Catalogue of Life.